# Paul Gouzy
Pour les articles homonymes, voir Gouzy.
Paul Jules Gouzy est un militaire et homme politique français né le 18 mars 1833 à Rabastens (Tarn) et décédé le 25 juin 1919 à Toulouse (Haute-Garonne). Il est le petit-fils de l'ancien conventionnel Jean-Paul Gouzy.

## Biographie
En 1845, il entre au lycée de Toulouse. En 1852, il est reçu 17e au concours de l'École polytechnique, et choisit l'artillerie à sa sortie. Il fait ses classes à Metz puis est nommé lieutenant à Toulouse. En 1859, il est lieutenant à Rennes et participe à la campagne d'Italie. Il est ensuite capitaine à Toulouse, adjudant major puis commandant de batterie. Il épouse Jeanne Marie Delphine Rocaché le 24 mars 1862 à Toulouse.
Il participe à la guerre de 1870 (siège de Metz) et à la répression de la Commune de Paris. Il quitte l'armée en 1872 avec le grade de capitaine.
Il s'associe alors avec son beau-frère, Louis Rocaché, dans une fonderie de bronze, et partage son temps entre Paris et le Tarn. Il publie des ouvrages de vulgarisation scientifique pour  enfants dans les années 1880.
Après un échec aux législatives de 1889 sous l'étiquette du parti radical, il est élu député du Tarn (arrondissement de Gaillac) de 1898 à 1909 sous l'étiquette de Républicain radical, puis la Gauche radicale-socialiste à partir de 1906.
Il est sénateur de 1909 à 1919, inscrit au groupe de la Gauche démocratique. Il est le doyen d'âge du Sénat en 1918.
Comme parlementaire, il s'intéresse surtout aux questions militaires. Il propose ainsi dès 1898 de réduire le service militaire à deux ans et de le rendre égal pour tous en supprimant les remplacements, exemptions et tirages au sort qui réduisaient le nombre de conscrits. Il défendait également le principe de la suprématie du pouvoir civil sur le pouvoir militaire.
Il est chevalier de la Légion d'honneur.

## Publications
Il publie des ouvrages de vulgarisation scientifique dans les années 1880 :
- Voyage d'une fillette au pays des étoiles, illustré par Paul Destez, Hetzel, 1885
- Promenade d'une fillette autour d'un laboratoire, Hetzel, 1887

### Sources
- « Paul Gouzy », dans le Dictionnaire des parlementaires français (1889-1940), sous la direction de Jean Jolly, PUF, 1960 [détail de l’édition]